# David Todd Wilkinson

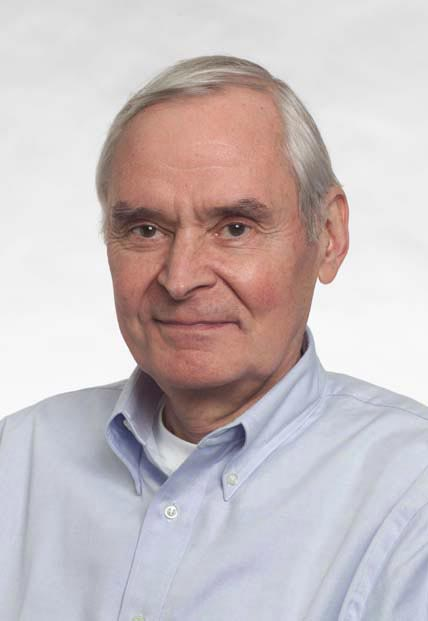
David Todd Wilkinson

David Todd Wilkinson (* 13. Mai 1935 in Hillsdale, Michigan, USA; † 5. September 2002 in Princeton, New Jersey, USA) war ein US-amerikanischer Astrophysiker und Kosmologe, der den kosmischen Mikrowellenhintergrund untersuchte.

## Leben
Wilkinson wurde in Hillsdale im US-Bundesstaat Michigan geboren. Er studierte und erlangte Bachelor, Master und Doktorgrad an der University of Michigan. Von 1963 an war er wissenschaftlicher Mitarbeiter und ab 1965 bis zu seiner Pensionierung 2002 Professor an der Princeton University. 1966 wurde er Sloan Research Fellow.
Er gehörte zum Team von Robert H. Dicke, das aufbauend auf den Vorhersagen von George Gamow und Mitarbeitern nach einer kosmischen Hintergrundstrahlung suchte, die dann aber zuerst von Arno Penzias und Robert Wilson zufällig entdeckt wurde. Später leistete Wilkinson wesentliche Beiträge zu mehreren Experimenten zur Untersuchung des kosmischen Mikrowellenhintergrunds, darunter die beiden NASA-Projekte Cosmic Background Explorer und Wilkinson Microwave Anisotropy Probe. Letztere wurde nach Wilkinsons Krebstod zu seinen Ehren benannt.

## Auszeichnungen
- 1983 Mitgliedschaft in der National Academy of Sciences
- 1984 Mitgliedschaft in der American Academy of Arts and Sciences
- 2001 James Craig Watson Medal